# Чистюньлаг
Чистюньгский оздоровительный лагерь (Чистюньлаг, Чистюньгский инвалидный ИТЛ) — подразделение системы исправительно-трудовых учреждений ГУЛАГ.
Чистюньский отдельный лагерный пункт (ОЛП) Сиблага был образован в 1932 году. Направлением производства было растениеводство и животноводство.
Чистюньский оздоровительный лагерь (Чистюньлаг) был организован 27 мая 1946 года на базе Чистюньгского лагерного отделения Управления исправительно-трудовых лагерей и колоний (ЛО УИТЛК) УМВД по Алтайскому краю. С  19 ноября 1946 года переименован в Чистюньский инвалидный лагерь, с содержанием в нем «длительно нетрудоспособных з/к». Численность лагеря была более 4000 человек. Начальником лагеря был подполковник Сергей Николаевич Низюлько 1891 года рождения.
23 апреля 1951 года Чистюньлаг преобразовали в Чистюньское лагерное отделение (ЛО) УМВД по Алтайскому краю.
В апреле 1953 года после Указа об амнистии лагерь был расформирован. Из лагерных пунктов образовались населенные пункты Топчихинского района Алтайского края: Кировский (центральный лагпункт — Комендантск), Ключи (третий и четвертый лагпункты), Топольный (шестое отделение), Садовый (пятое отделение).